# Hattiesburg
Hattiesburg es una ciudad del Condado de Forrest, Misisipi, Estados Unidos. Según el censo de 2000, tenía una población de 44 779 habitantes y una densidad de población de 351,0 hab/km².

## Demografía
Según el censo de 2000, había 44.779 personas, 17.295 hogares y 9.391 familias residiendo en la localidad. La densidad de población era de 351,0 hab./km². Había 19.258 viviendas con una densidad media de 150,9 viviendas/km². El 49,95% de los habitantes eran blancos, el 47,34% afroamericanos, el 0,15% amerindios, el 1,22% asiáticos, el 0,02% isleños del Pacífico, el 0,52% de otras razas y el 0,80% pertenecía a dos o más razas. El 1,41% de la población eran hispanos o latinos de cualquier raza.
Según el censo, de los 17.295 hogares en el 25,3% había menores de 18 años, el 31,1% pertenecía a parejas casadas, el 19,4% tenía a una mujer como cabeza de familia, y el 45,7% no eran familias. El 34,4% de los hogares estaba compuesto por un único individuo, y el 9,3% pertenecía a alguien mayor de 65 años viviendo solo. El tamaño promedio de los hogares era de 2,29 personas y el de las familias de 3,01.
Los ingresos medios por hogar en la localidad eran de 24.409 dólares ($), y los ingresos medios por familia eran 32.380 $. Los hombres tenían unos ingresos medios de 26.680 $ frente a los 19.333 $ para las mujeres. La renta per cápita para la ciudad era de 15.102 $. El 28,3% de la población y el 21,5% de las familias estaban por debajo del umbral de pobreza. El 36,3% de los menores de 18 años y el 16,7% de los habitantes de 65 años o más vivían por debajo del umbral de pobreza.

## Geografía
Según la Oficina del Censo de los Estados Unidos, Hattiesburg tiene un área total de 128,6 km² de los cuales 127,6 km² corresponden a tierra firme y 1,1 km² a agua. El porcentaje total de superficie con agua es 0,83%.

## Personajes ilustres
- Jesse L. Brown, primer aviador naval afroamericano en la Armada de los Estados Unidos.